# Ceriana caesarea
Ceriana caesarea är en tvåvingeart som först beskrevs av Stackelberg 1928.  Ceriana caesarea ingår i släktet griffelblomflugor, och familjen blomflugor.
Artens utbredningsområde är Uzbekistan. Inga underarter finns listade i Catalogue of Life.